# 1119 Euboea
1119 Euboea este un asteroid din centura principală, descoperit pe 27 octombrie 1927, de Karl Reinmuth.